# Parlamentul din Budapesta

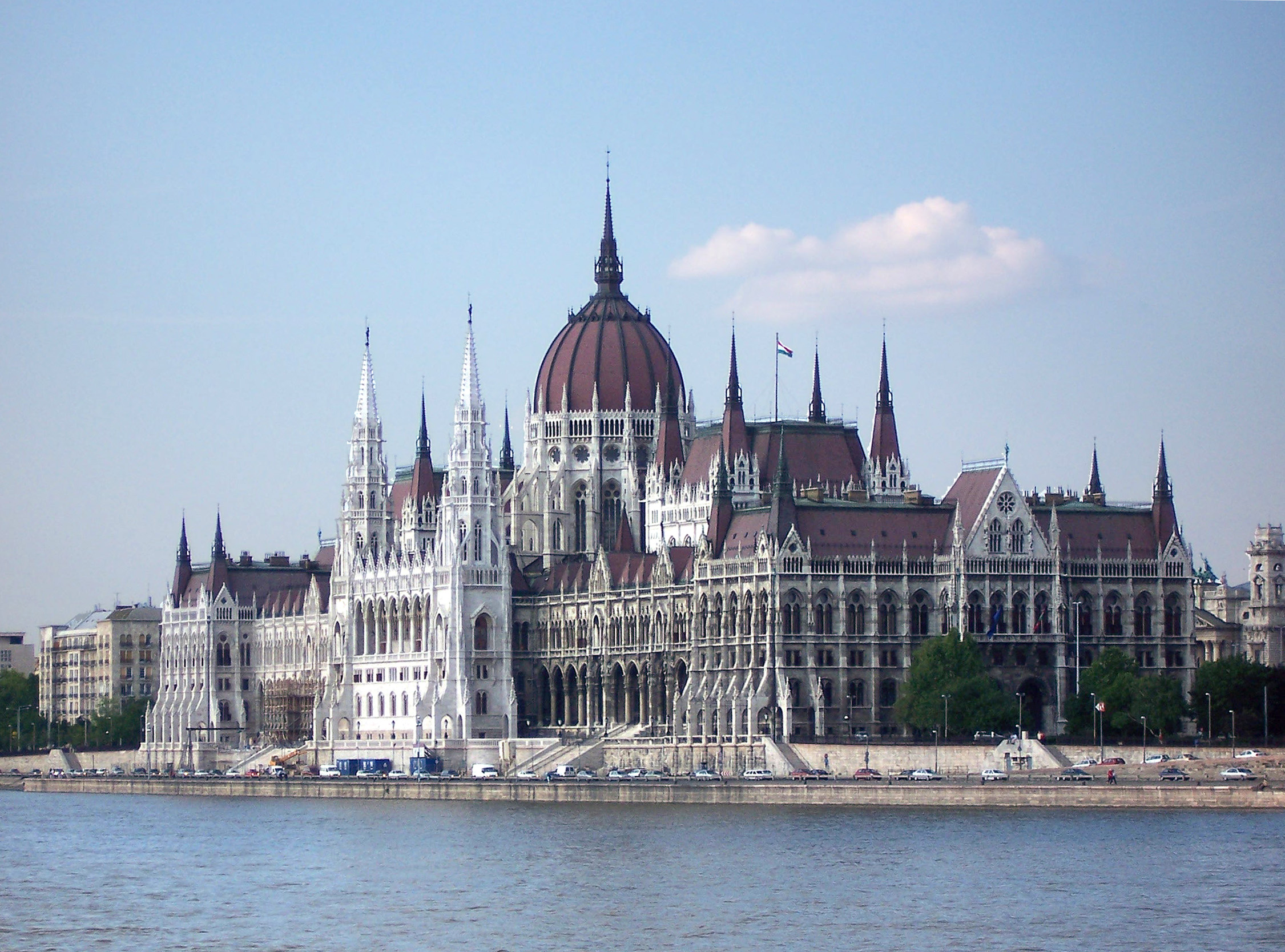
Clădirea Parlamentului Ungar din Budapesta văzută de pe Dunăre

Clădirea Parlamentului Ungar (în maghiară Országház) este sediul Adunării Naționale a Ungariei (Magyar Országgyűlés), una dintre cele mai vechi clădiri legislative din Europa, un punct de reper notabil din Ungaria și o destinație turistică populară din Budapesta. El se află în Piața Kossuth Lajos (în maghiară Kossuth Lajos tér), pe malul stâng al Dunării. Parlamentul din Budapesta este în prezent cea mai mare clădire din Ungaria.
Clădirea a fost proiectată de renumitul arhitect Imre Steindl între anii 1885–1904, în stil neogotic. Prima ședință a guvernului maghiar a avut loc încă înaintea finalizării construcției, la data de 8 iunie 1896, cu ocazia aniversării unui mileniu de la înființarea statului maghiar.
Budapesta a fost creată prin unirea a 3 orașe în 1873. Șapte ani mai târziu, Adunarea Națională a decis construirea unei noi clădiri reprezentative a Parlamentului, care să exprime suveranitatea națiunii. În acest scop s-a organizat un concurs public ce a fost câștigat de arhitectul Imre Steindl (1839–1902); planurile celorlalți doi concurenți au fost realizate mai târziu pentru clădirile Muzeului Etnografic și Ministerului Ungar al Agriculturii, ambele aflându-se vizavi de clădirea Parlamentului. Construirea Parlamentului a început în 1885, clădirea a fost inaugurată în 1896 cu ocazia aniversării a 1000 de ani de la fondarea statului maghiar, fiind finalizată în 1904. (Arhitectul clădirii a orbit înainte de finalizarea acesteia.). 
Aproximativ o mie de persoane au fost implicate în construcția clădirii, fiind folosite 40 de milioane de cărămizi, o jumătate de milion de pietre prețioase tip disc și 40 kg de aur. După Al Doilea Război Mondial, Dieta Ungariei a parlament unicameral, iar astăzi guvernul folosește doar o mică parte a clădirii. În timpul regimului comunist a fost amplasată o stea roșie cocoțat în vârful cupolei, care a fost înlăturată în 1990. Mátyás Szűrös a declarat Republica Ungară din balconul cu vedere spre Piața Kossuth Lajos, la 23 octombrie 1989.

## Caracteristici

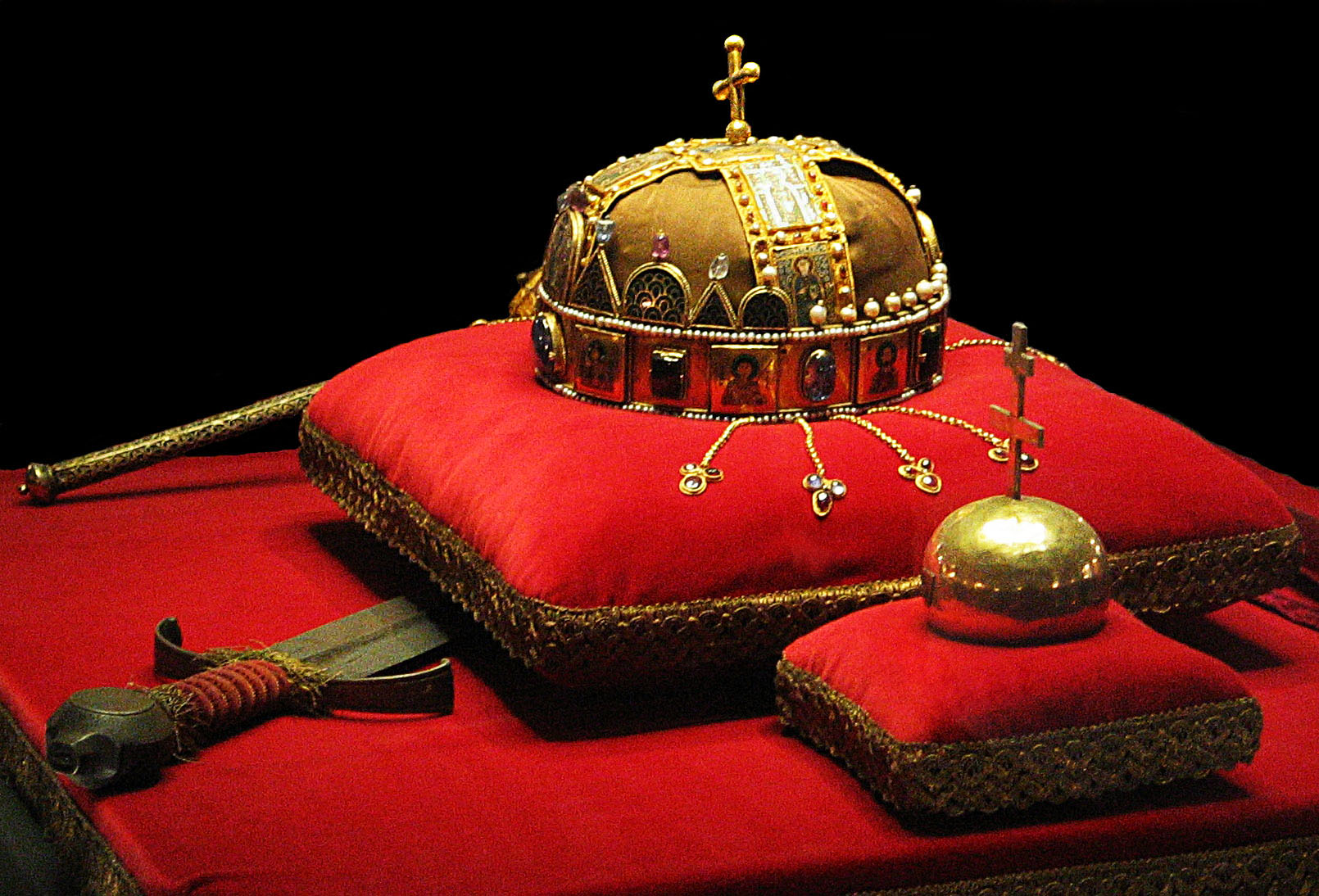
Coroana Sfântului Ștefan aflată în holul central

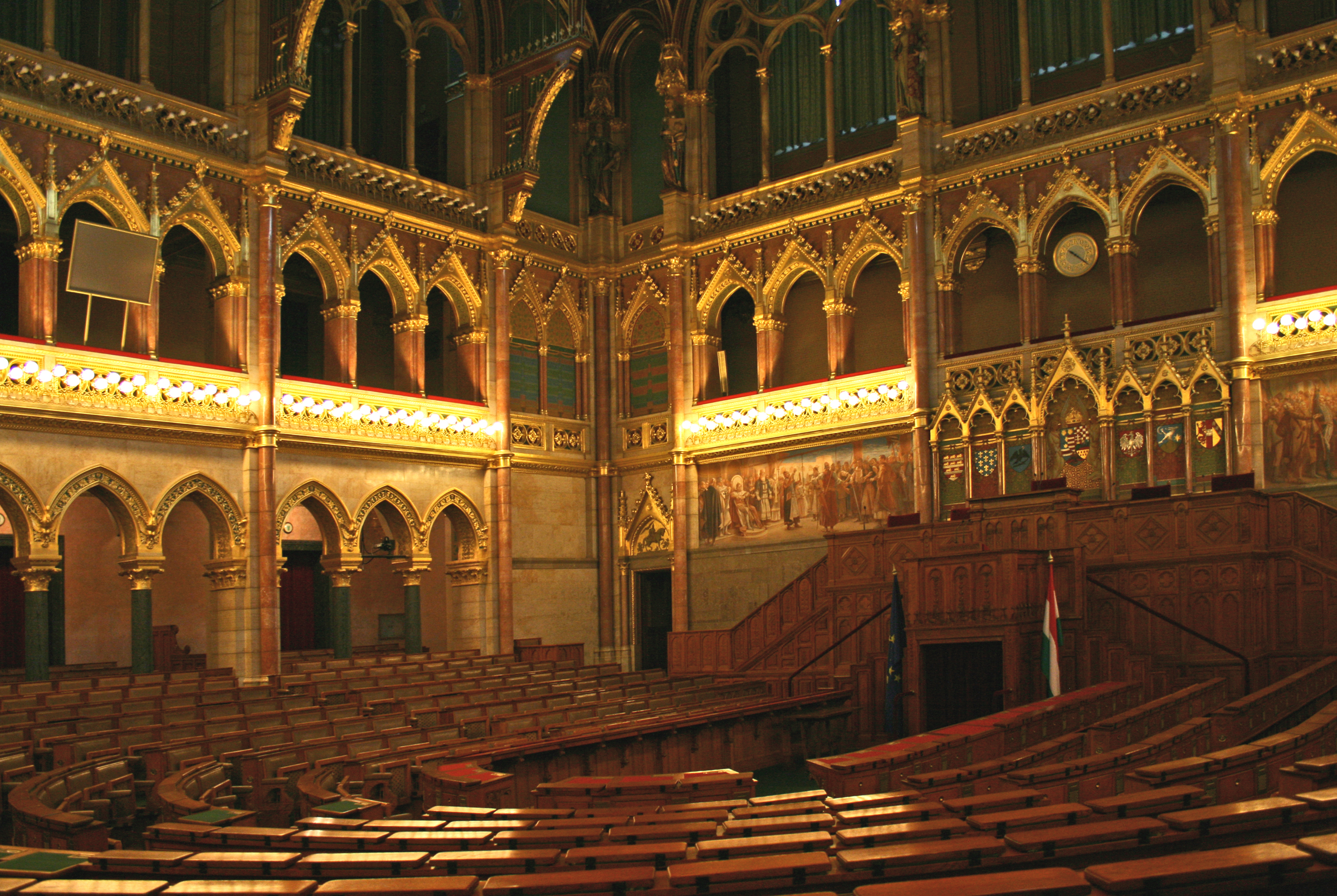
Sala de adunare a Camerei Magnaților

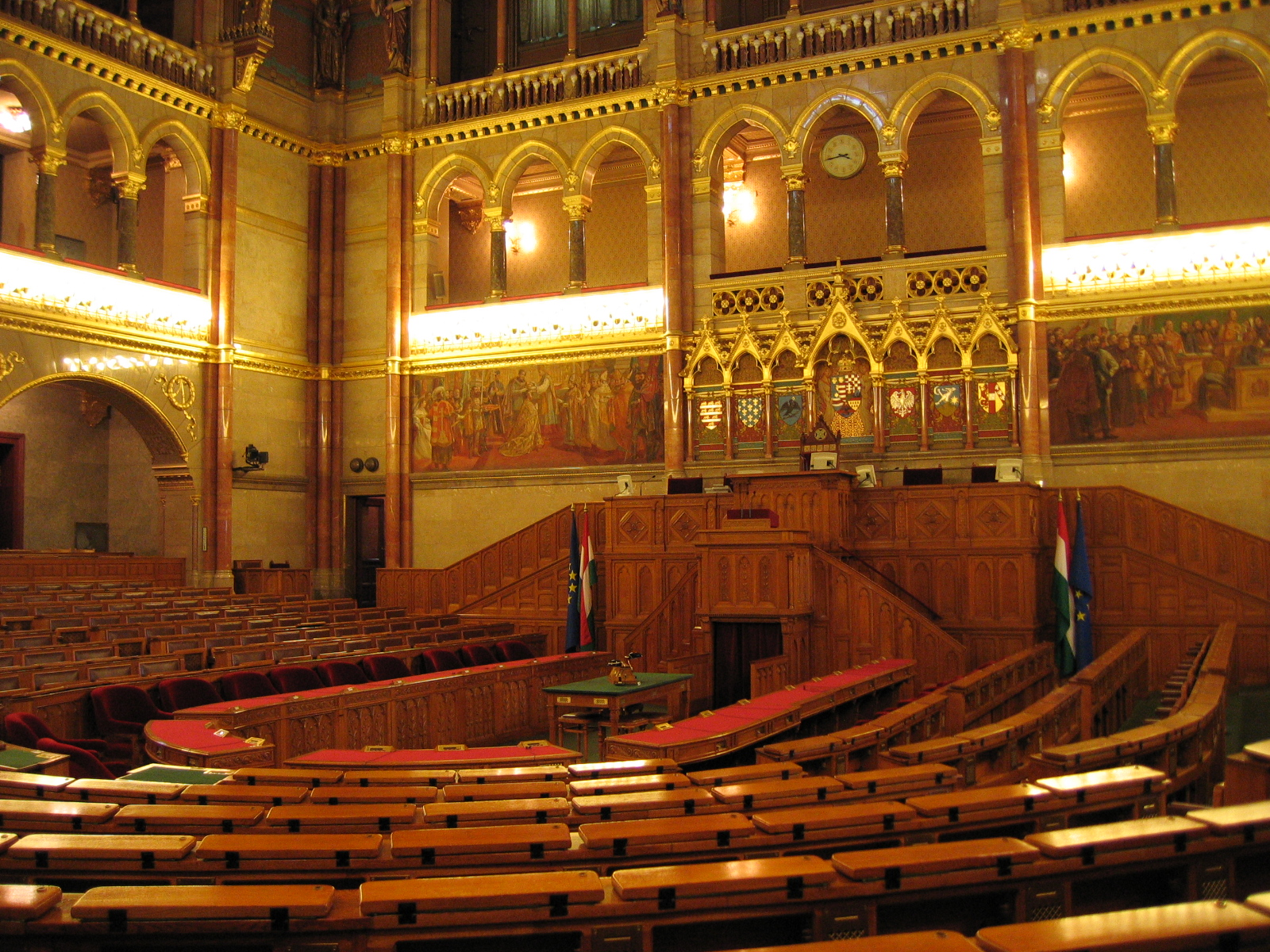
Sala de adunare a Camerei Reprezentanților

Similar Palatului Westminster, clădirea Parlamentului este în stil neogotic; ea are o fațadă simetrică și o cupolă centrală. De asemenea, interiorul parlamentului este simetric și are, astfel, două săli absolut din care una este folosită în scopuri politice, iar cealaltă pentru excursii ghidate. Clădirea are 268 de metri lungime și 123 metri lățime. Interiorul său include 10 curți, 13 lifturi de pasageri și de marfă, 27 de intrări (porți), 29 de scări interioare și 691 camere (inclusiv mai mult de 200 de birouri). Cu înălțimea sa de 96 de metri, Parlamentul este una dintre cele două clădiri cele mai înalte din Budapesta, împreună cu Bazilica Sfântul Ștefan. Numărul 96 se referă la fondarea Regatului Ungar în 896 și la aniversarea unui mileniu de la acest eveniment în anul 1896.
Fațada principală se află pe malul Dunării, dar intrarea principală oficială este din piața aflată în fața clădirii. În interiorul și în afara clădirii sunt 242 sculpturi pe pereți. Pe fațadă se află statui ale conducătorilor maghiari, ai conducătorilor din Transilvania, precum și ale unor faimoși lideri militari. Deasupra ferestrelor sunt reprezentate blazoanele regilor și ducilor. Intrarea principala este pe scările situate pe latura de est, mărginită de doi lei.
Când intră în Parlament, vizitatorii pot merge până la marile scări ornamentale, pot vedea frescele de pe tavan și bustul arhitectului Imre Steindl, aflat într-o nișă din perete. Alte statui sunt cele ale lui Árpád, Ștefan și Iancu de Hunedoara.
Una dintre cele mai celebre părți ale clădirii este holul central hexadecagonal, cu imense camere adiacente: Casa Inferioară (azi Adunarea Națională se întrunește aici în ședințe) și Casa Superioară (până în 1945). Coroana Sfântului Ștefan, care este, de asemenea, reprezentată în stema Ungariei, a fost expusă în holul central începând din anul 2000.
Alte elemente decorative sunt vitraliile și picturi din mozaic de sticlă realizate de Miksa Róth. Datorită suprafeței sale extinse și a lucrărilor sale detaliate, clădirea este aproape întotdeauna în curs de renovare.
În timpul regimului comunist, guvernul a adăugat o mare stea roșie pe cupola centrală a clădirii, dar steaua a fost înlăturată după căderea comunismului.

## Accesibilitate și vecinătate
Parlamentul este accesibil prin Linia 2 a Metroului din Budapesta, din stația Piața Lajos Kossuth. În fața clădirii se află un monument memorial al Revoluției ungare din 1956, precum și impozantul Memorial Kossuth și statuia ecvestră a lui Francisc Rákóczi al II-lea. Există, de asemenea, o statuie a lui Attila József la marginea clădirii Parlamentului, așa cum a descris-o în poemul său „Despre Dunăre”. Piața Martirilor (Vértanúk tere) se învecinează cu Piața Kossuth, având o statuie a lui Imre Nagy.

## Imagini

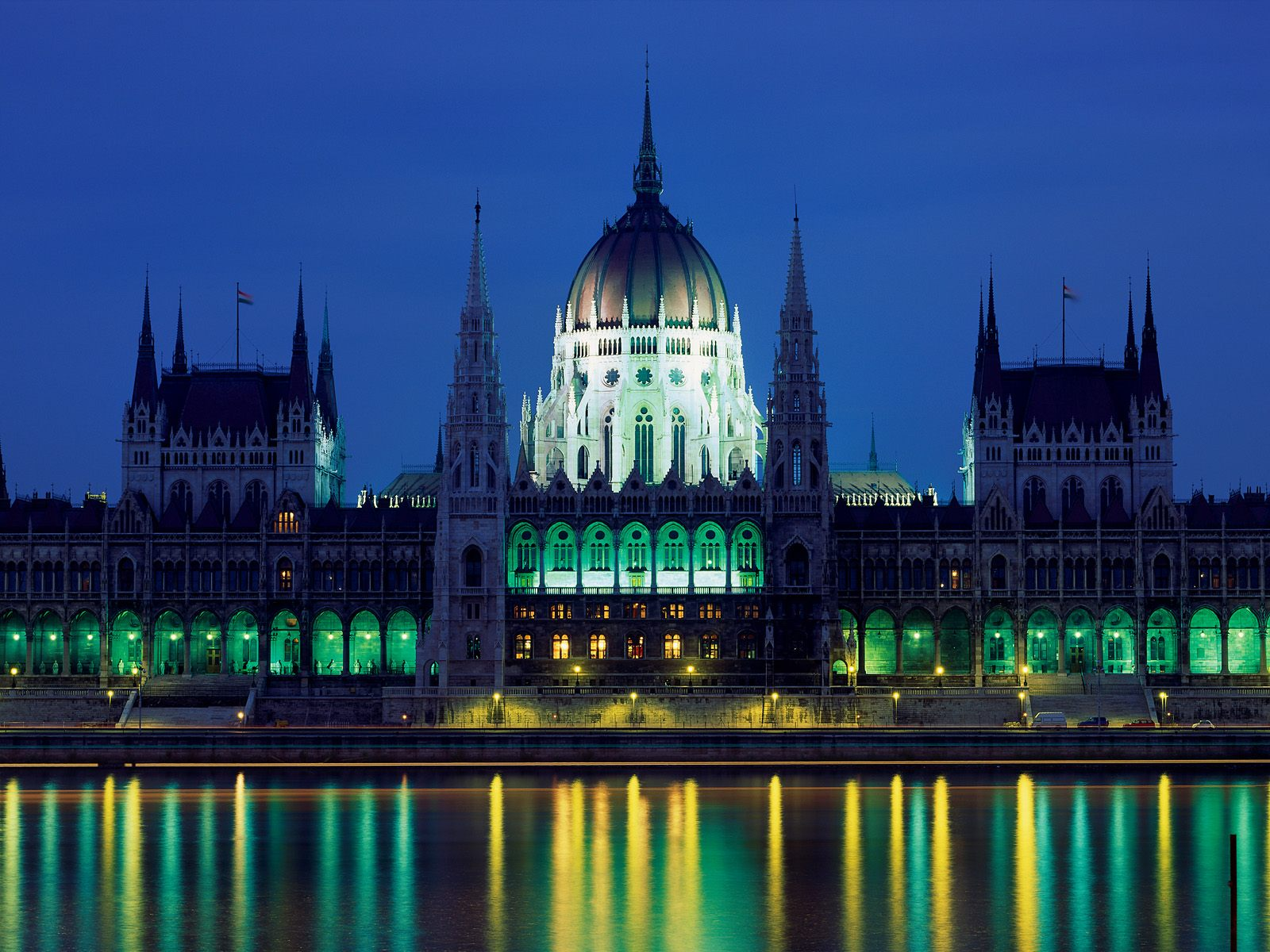
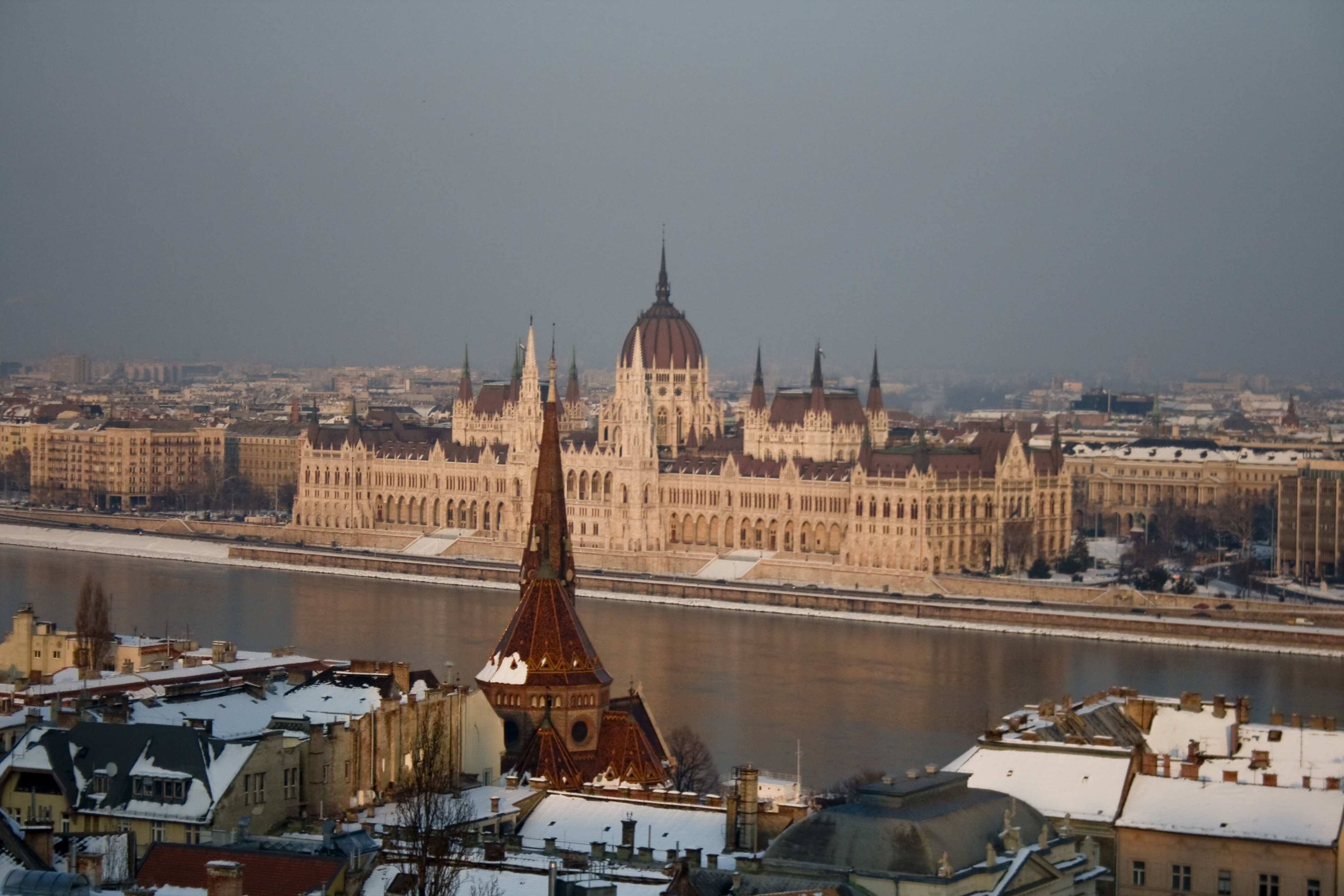
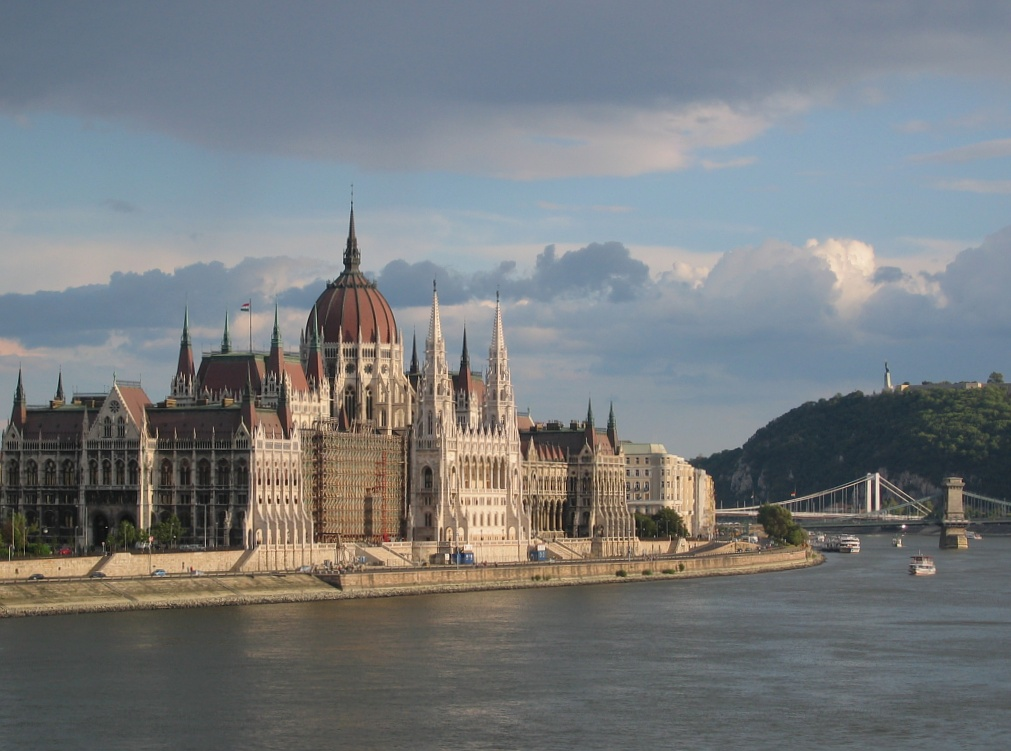
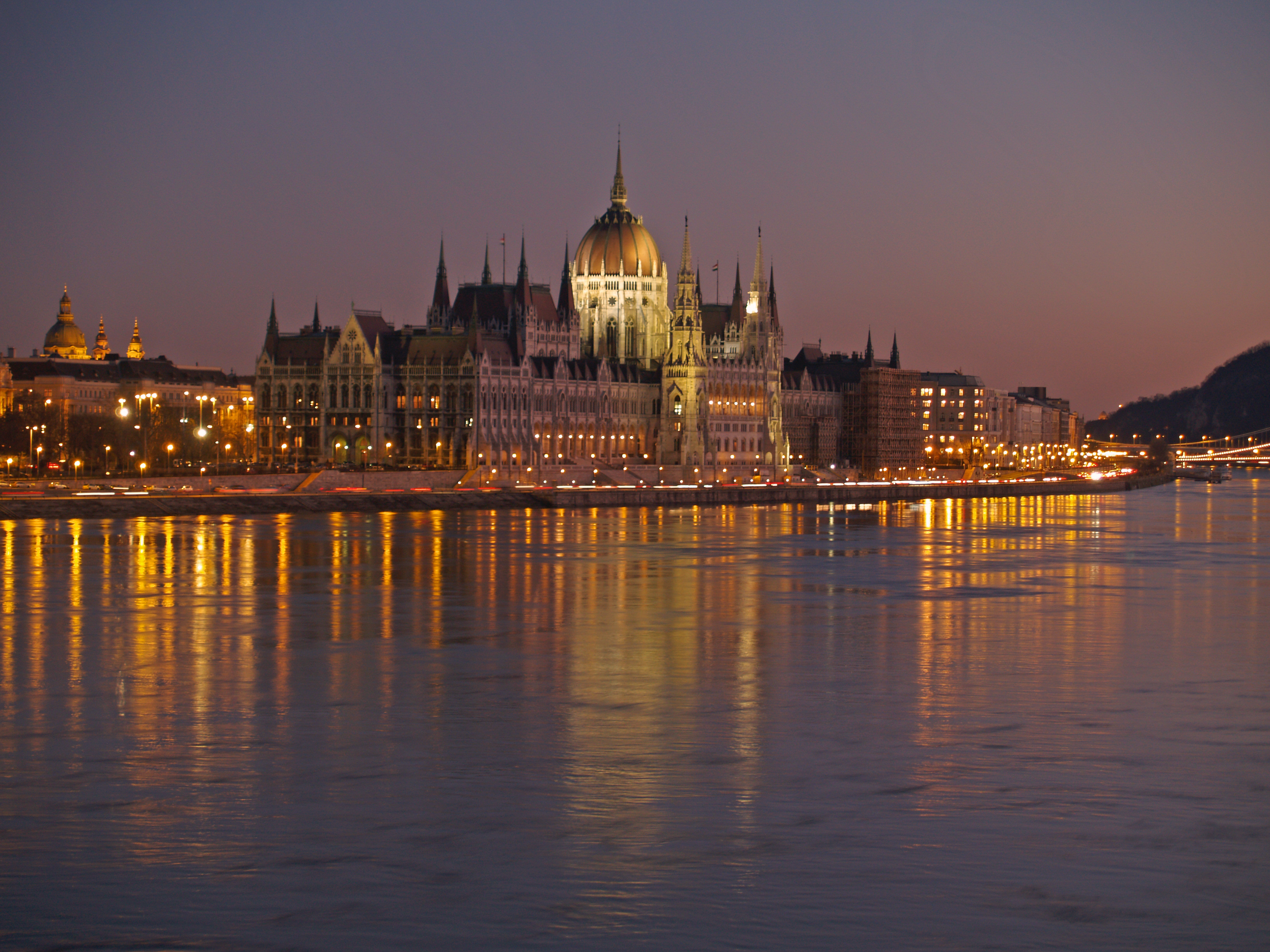
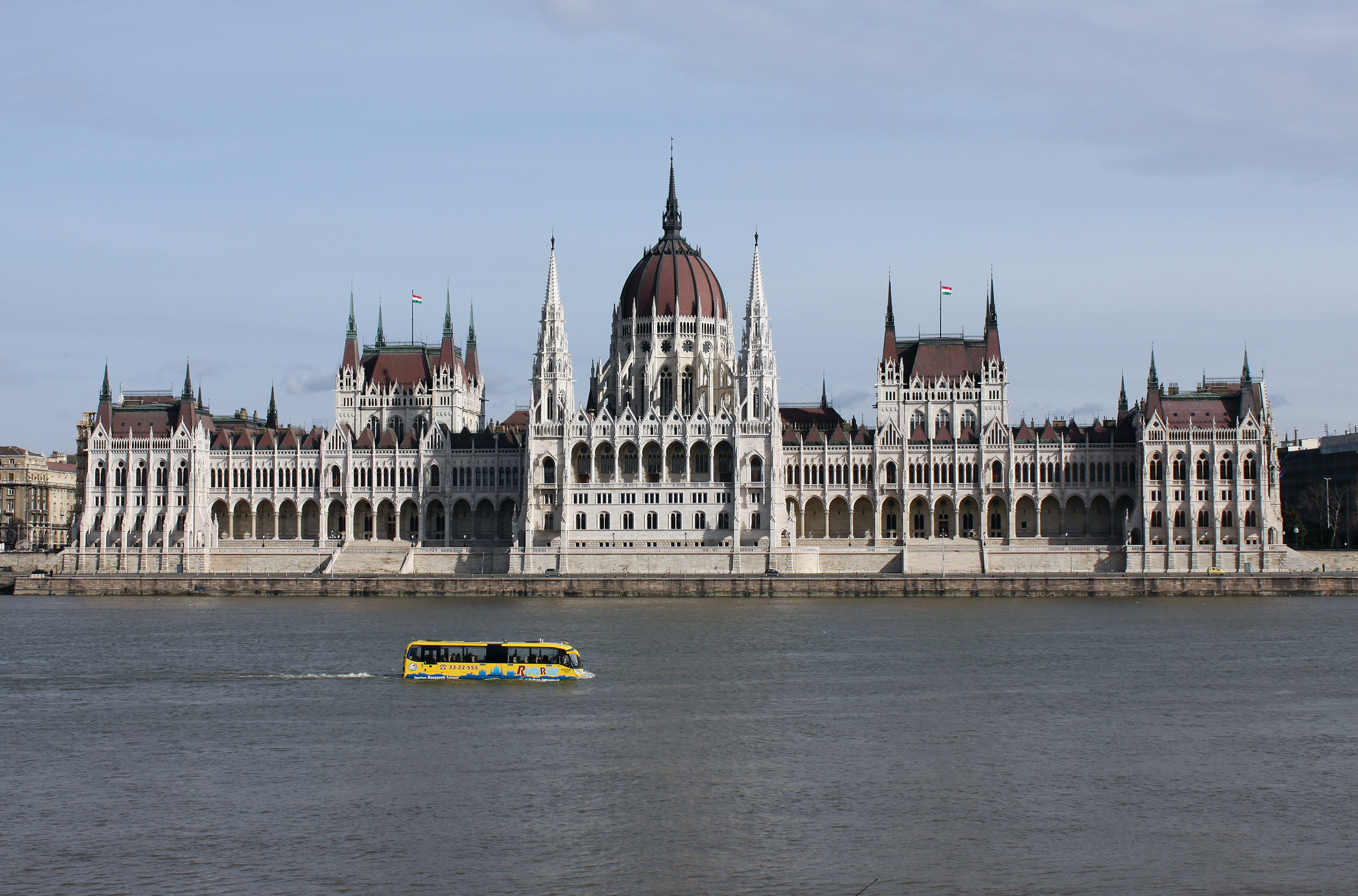
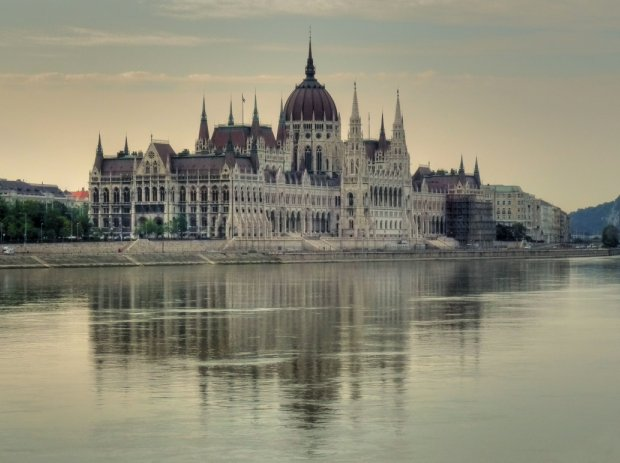
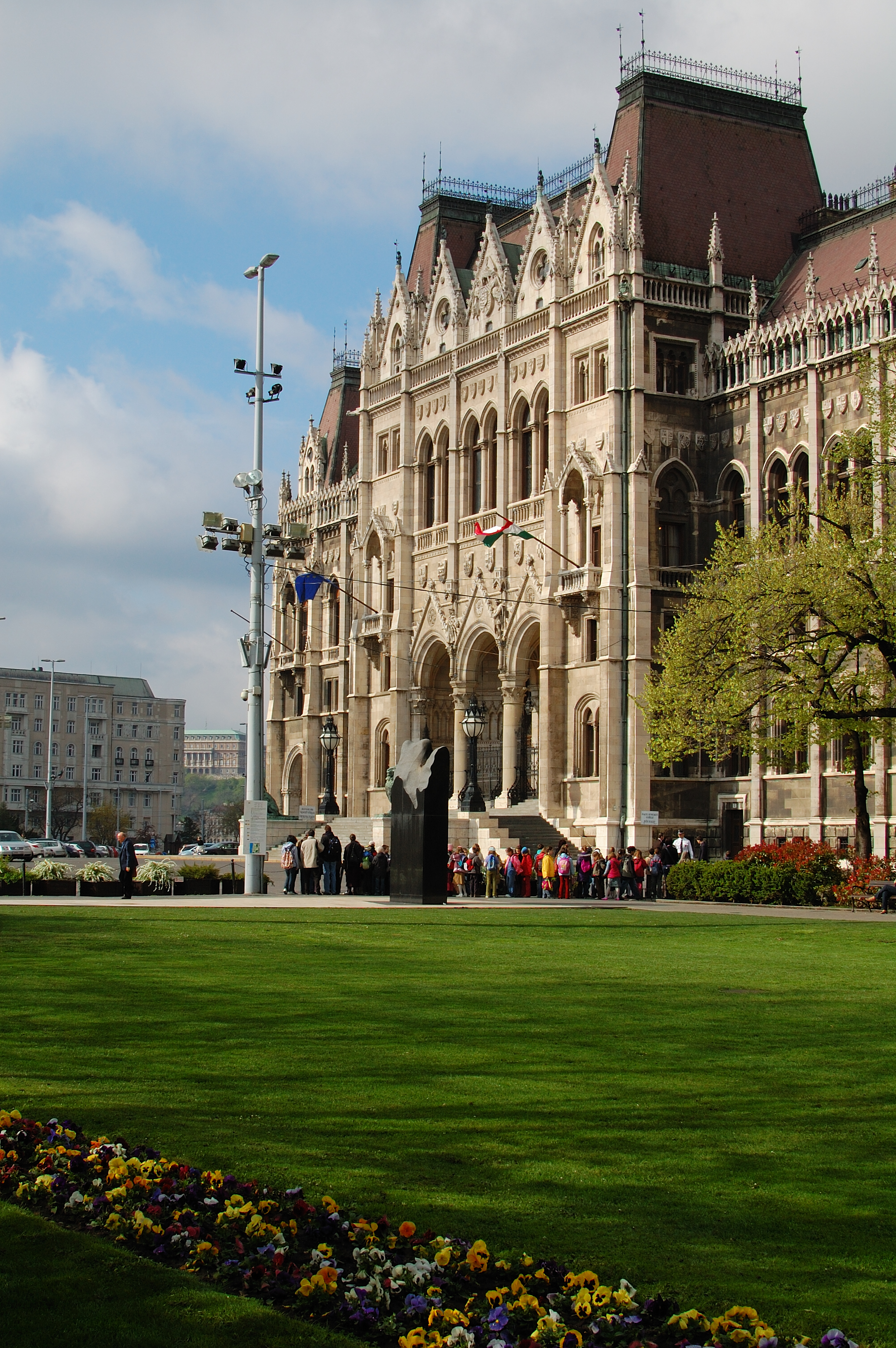
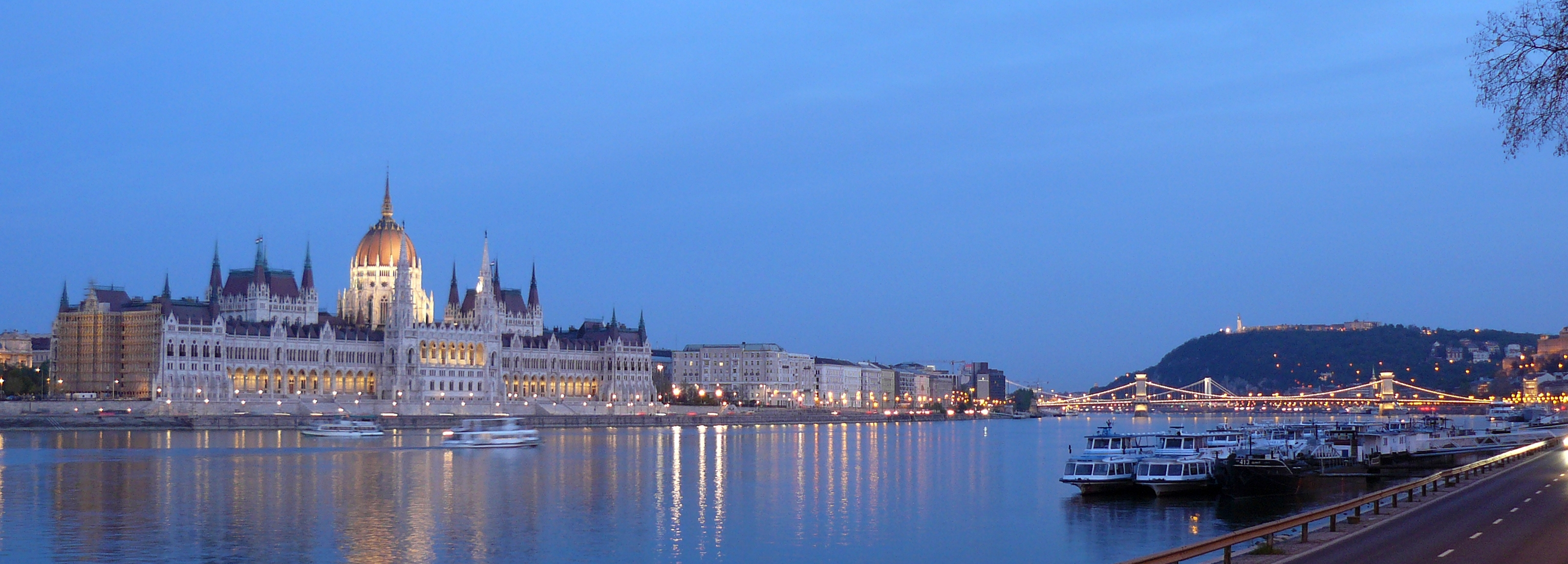
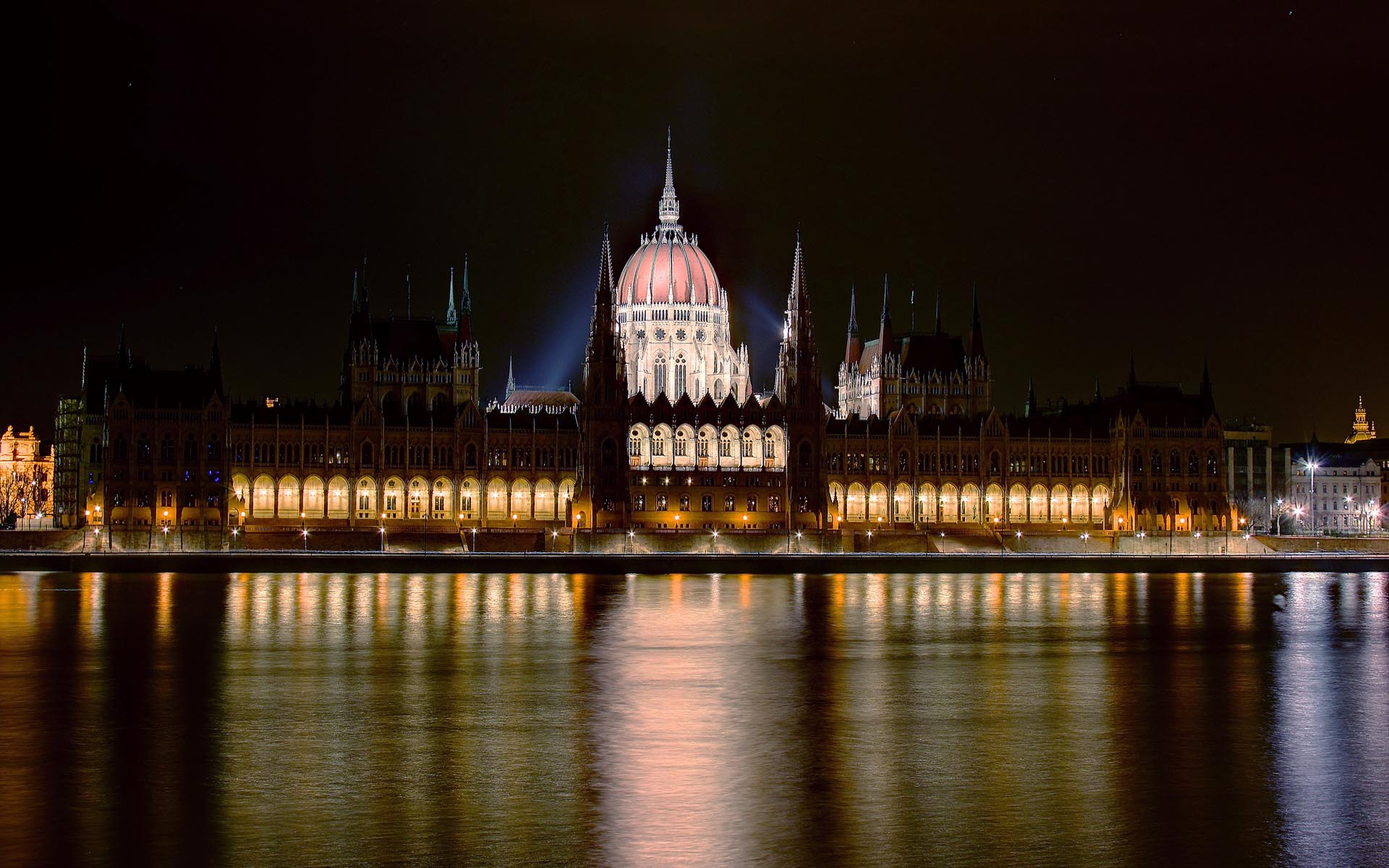
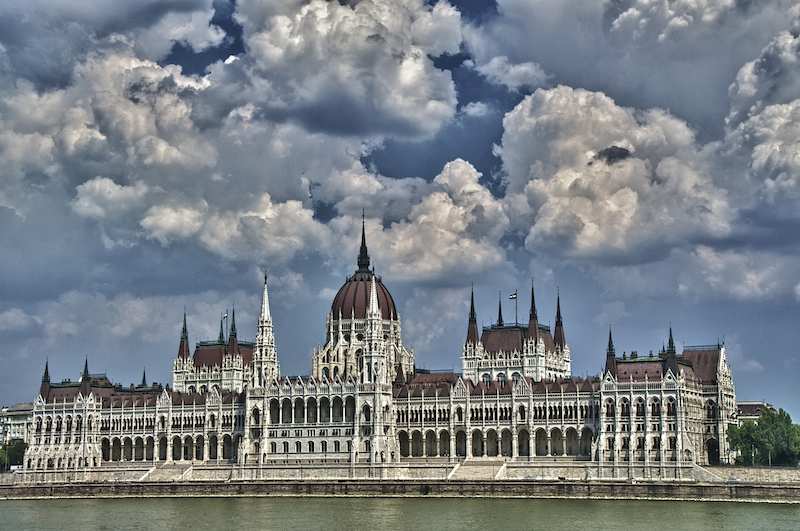
Vedere a clădirii Parlamentului din Piaţa Batthyány

## Imagini din interior

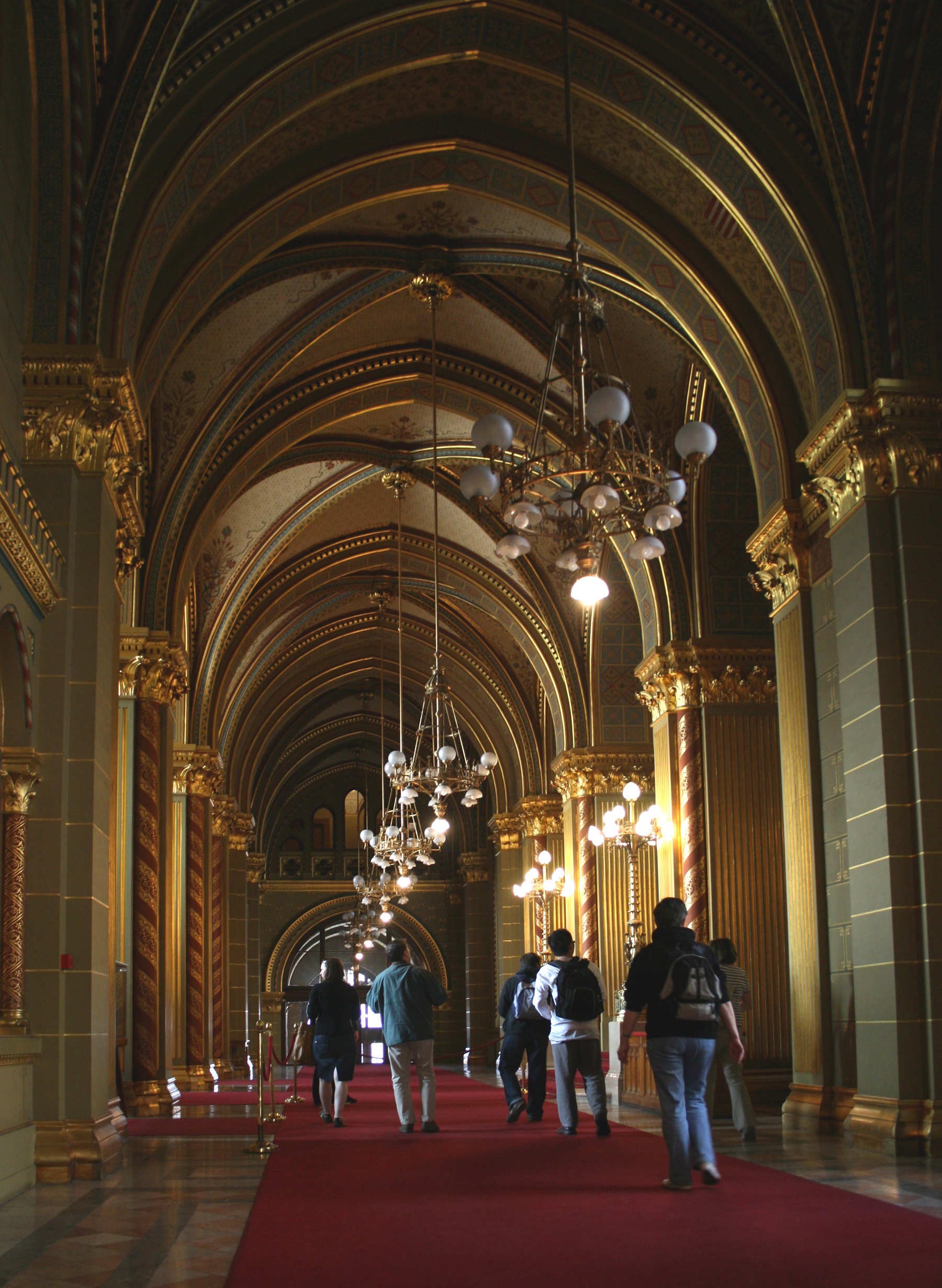
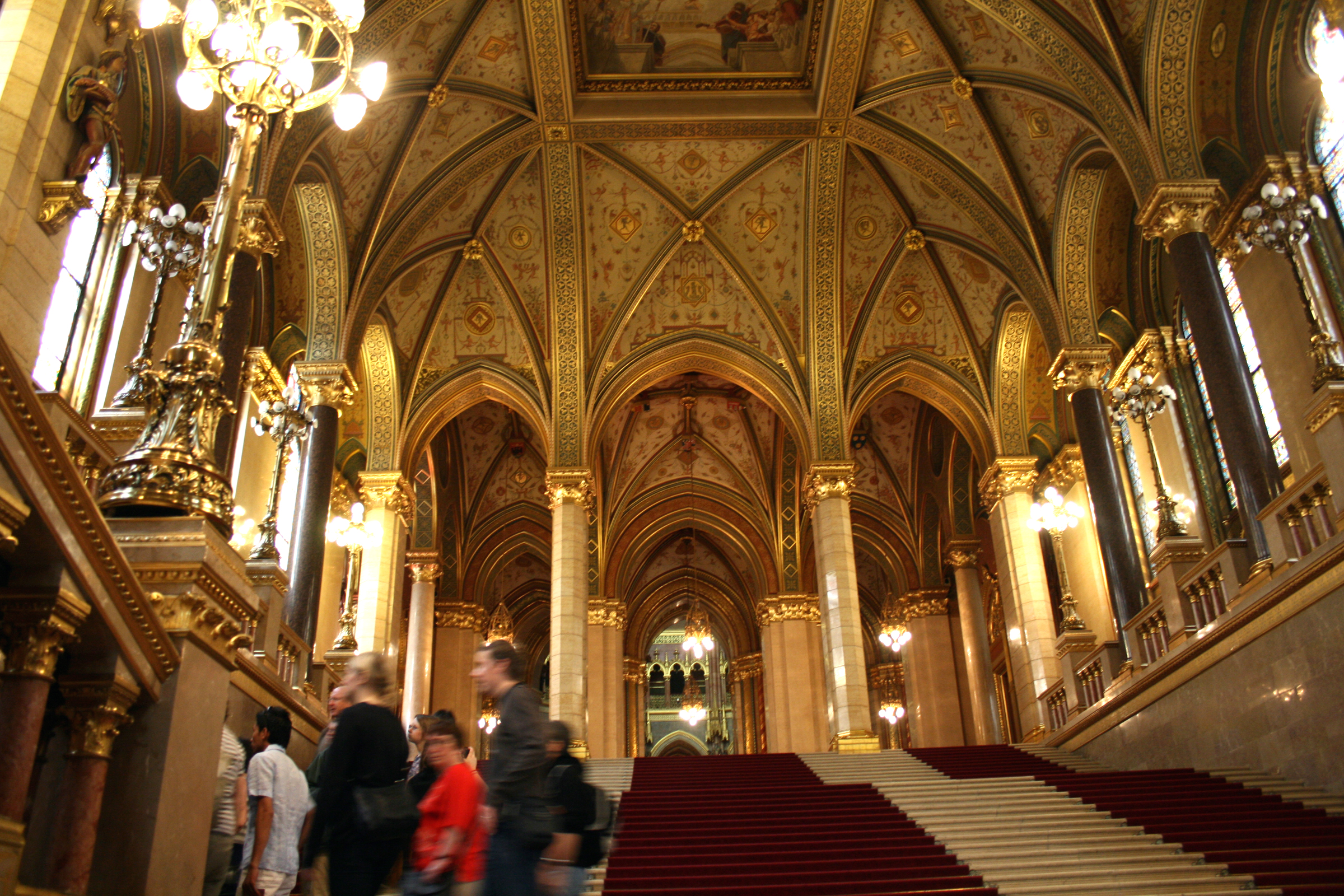
Scările de acces
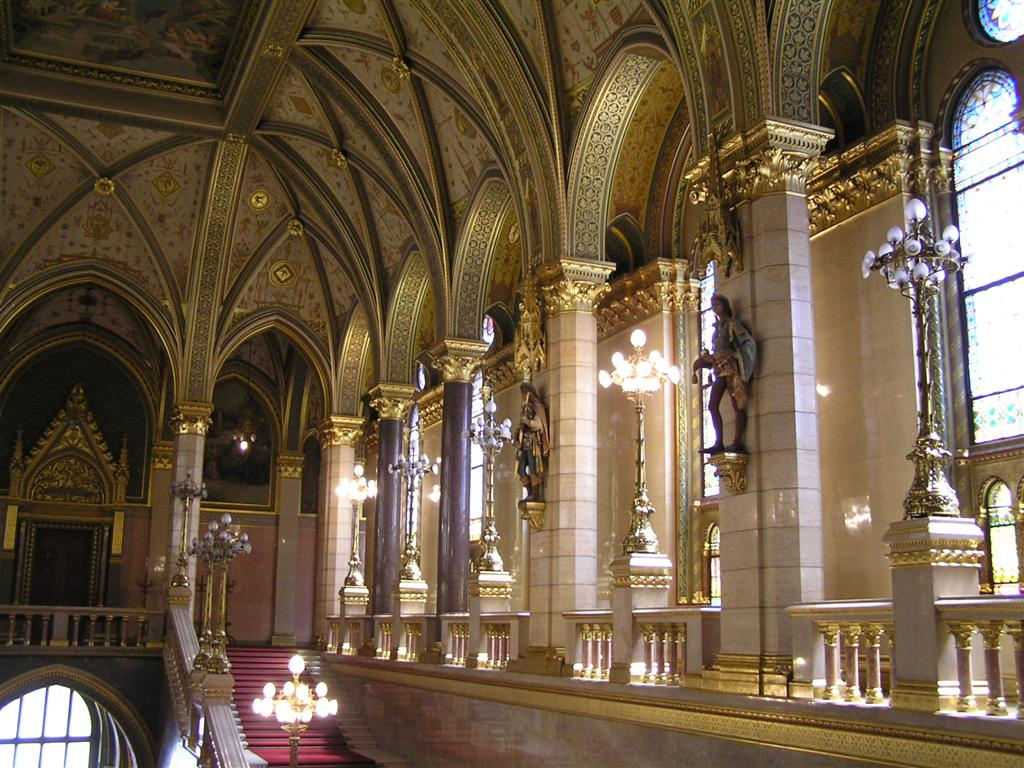
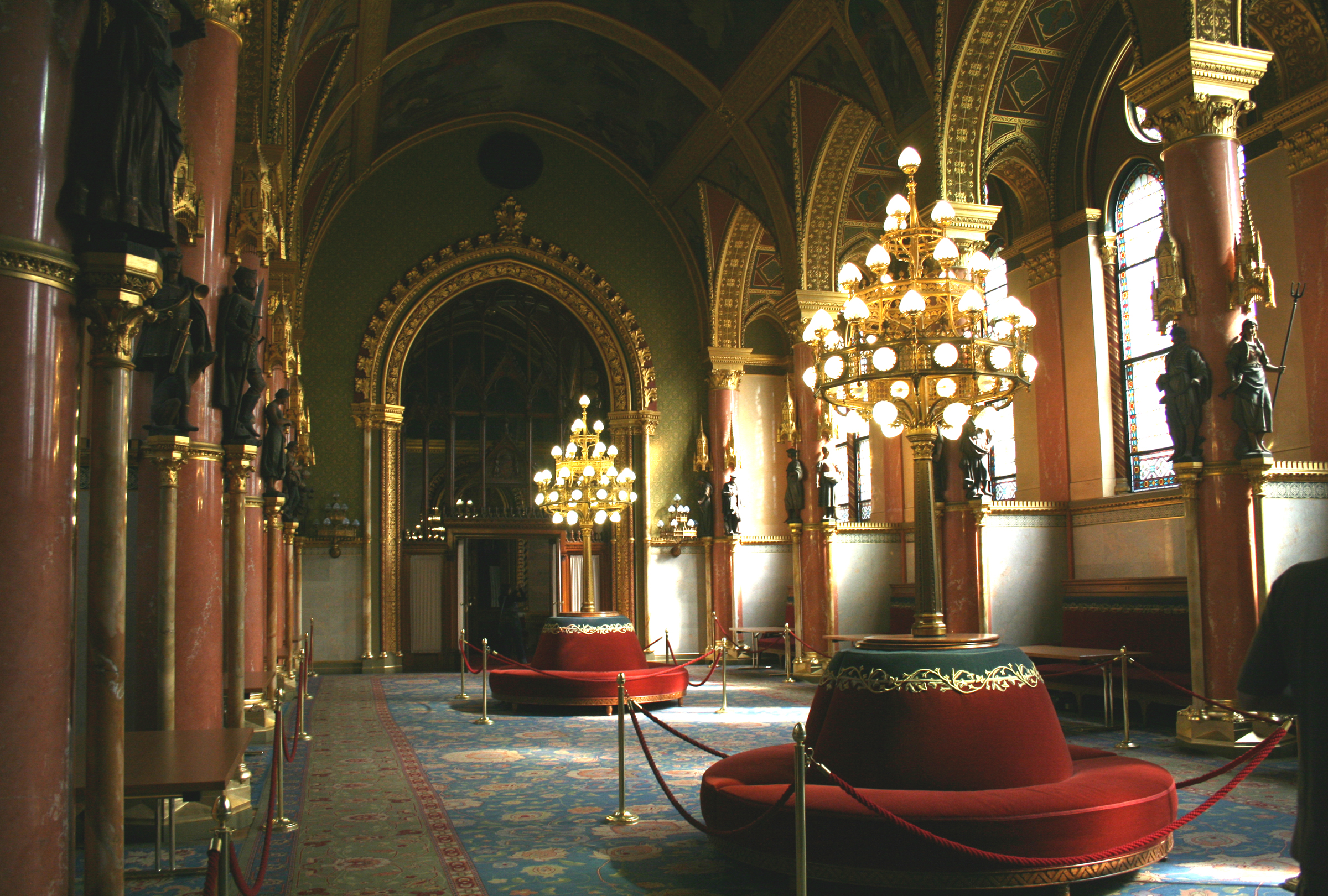
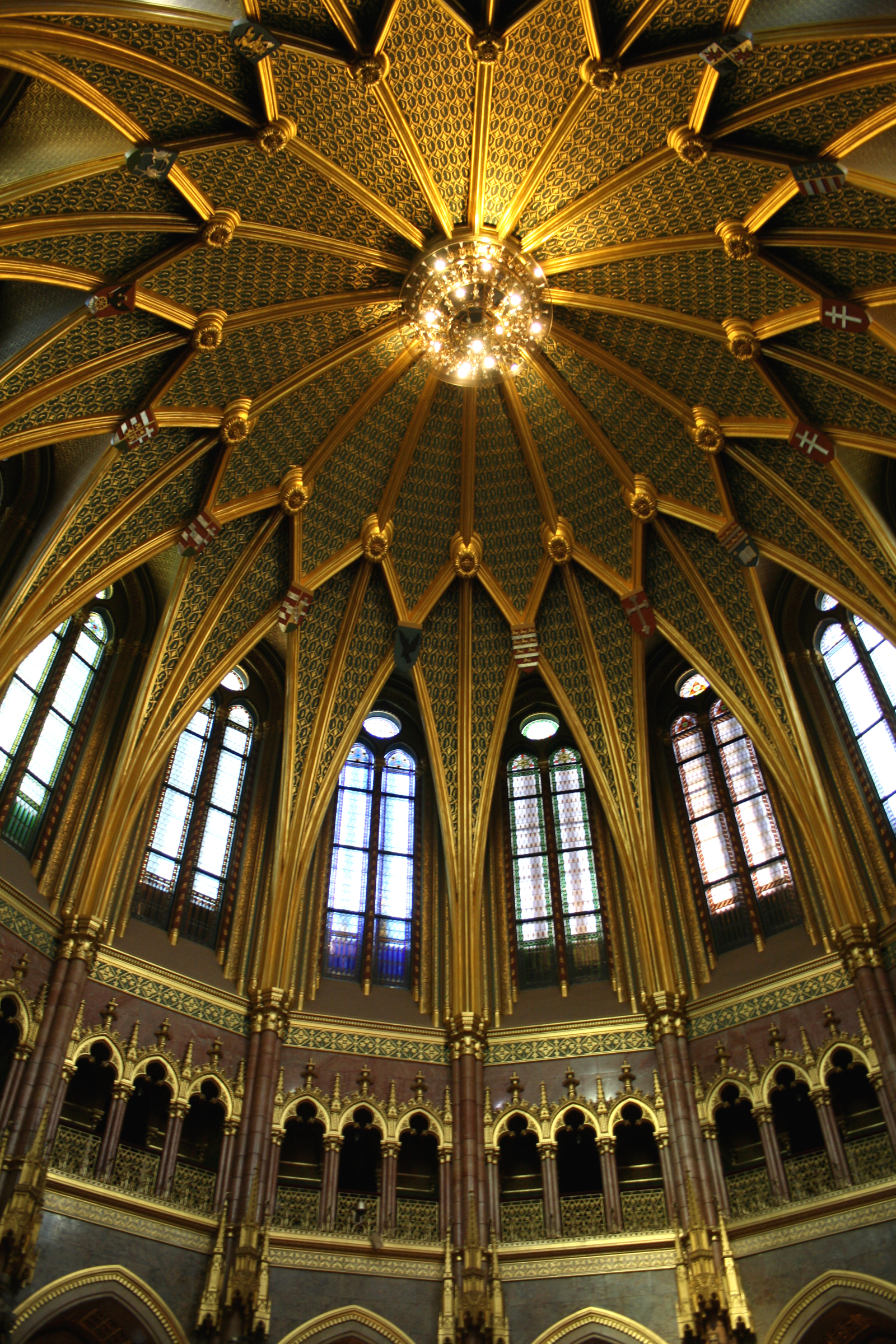
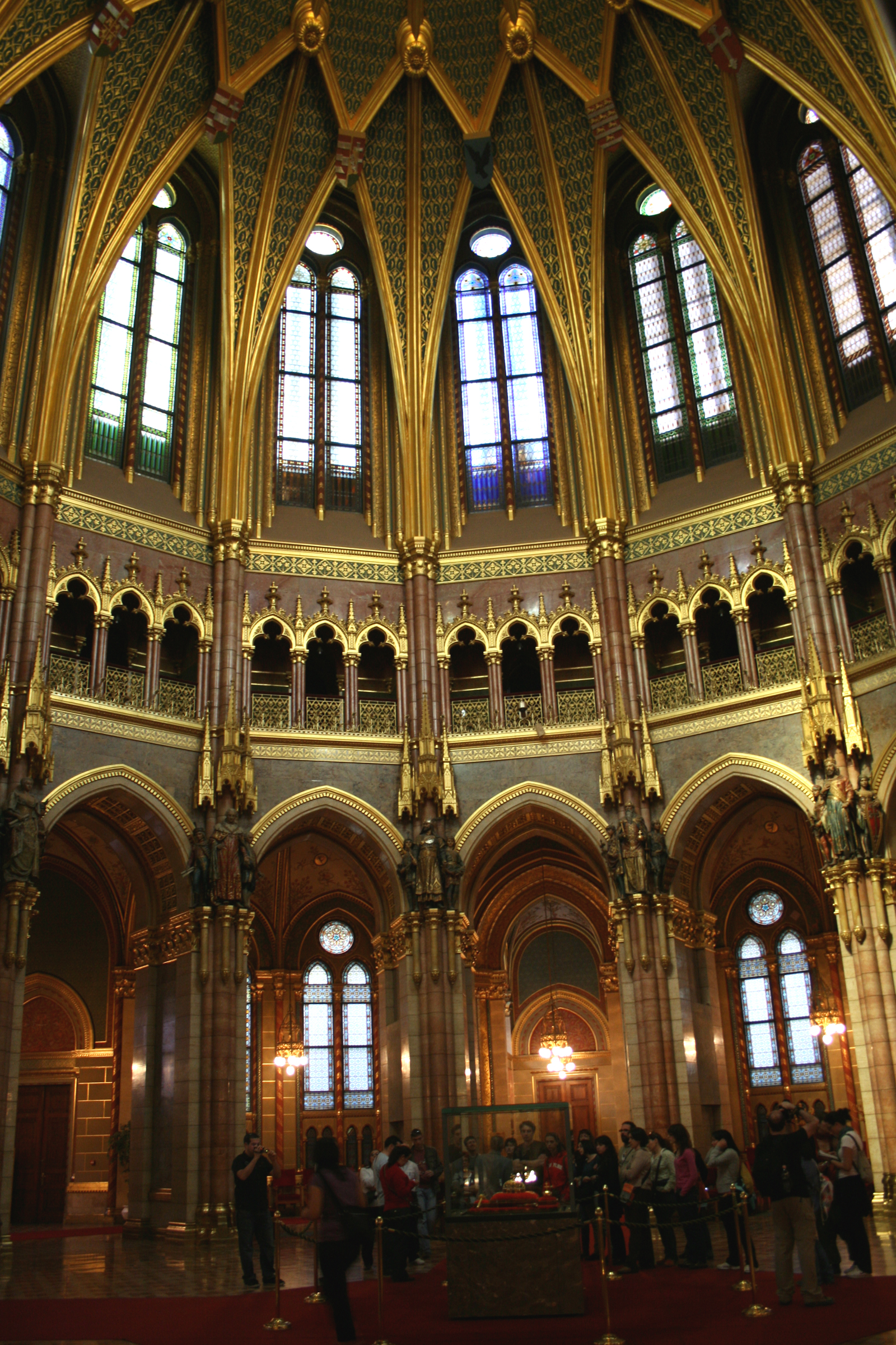
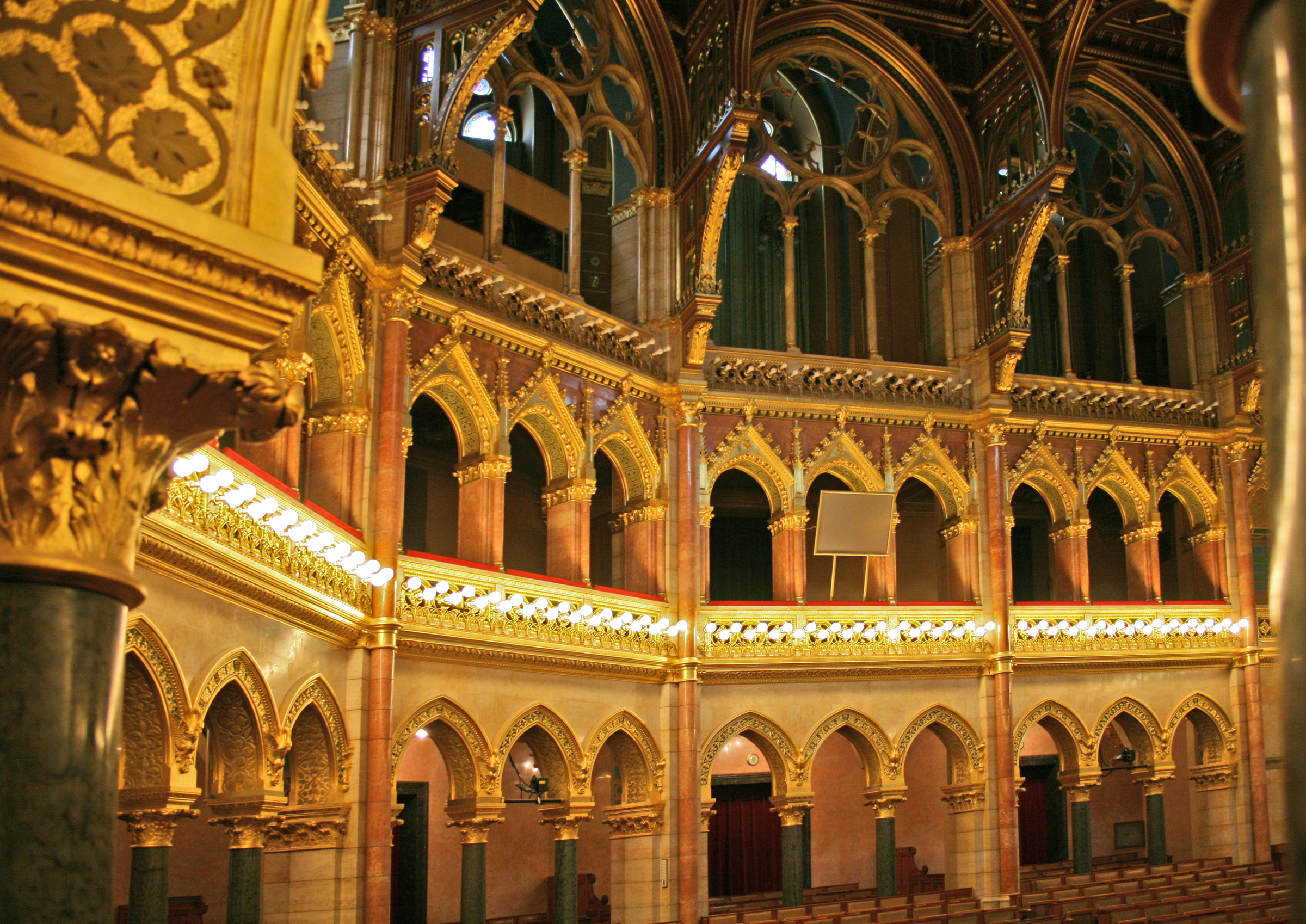
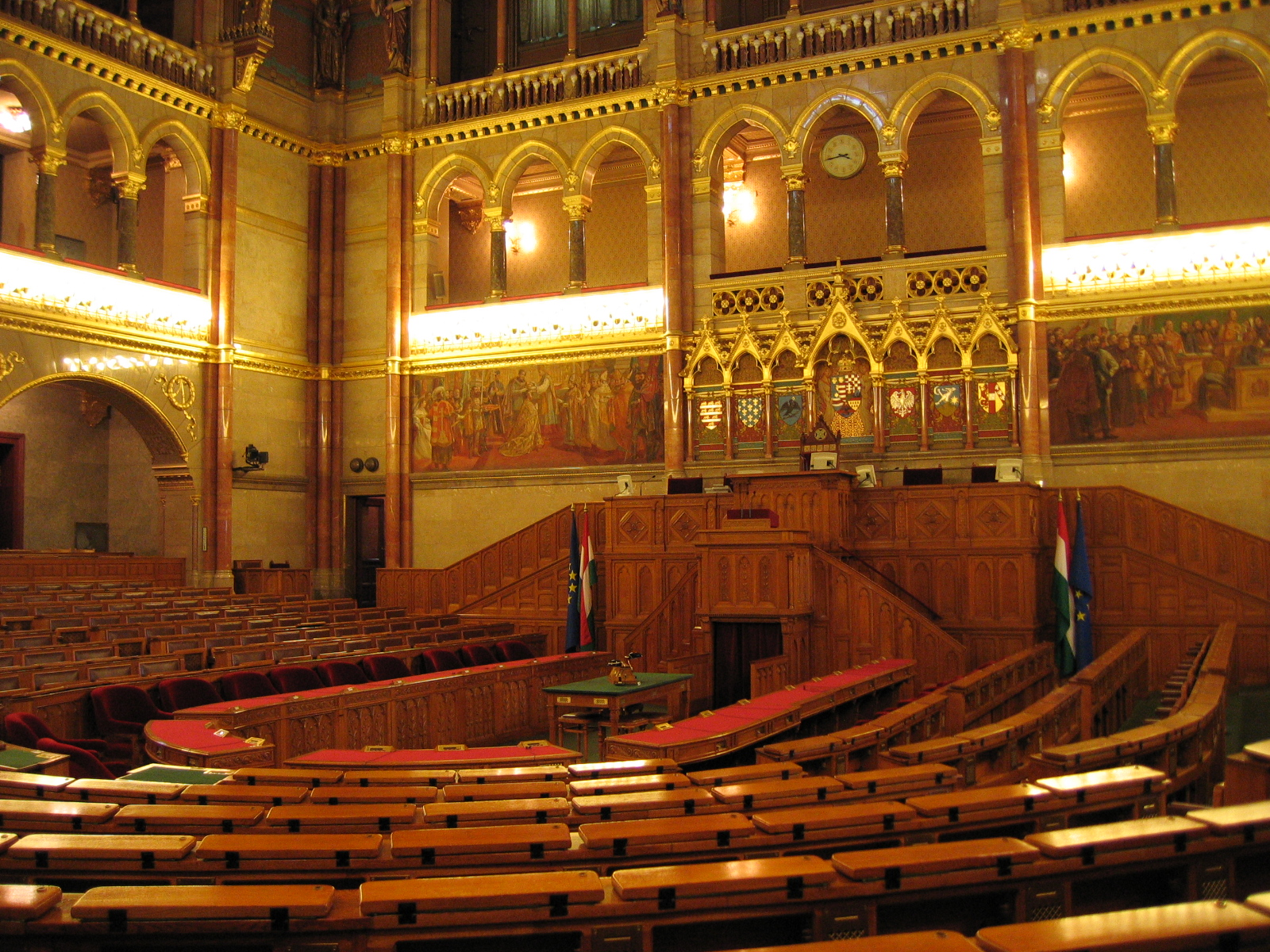
Sala de conferinţe